# Frankenland (tijdschrift)
Frankenland was een op heemkunde en dialect gericht tijdschrift van de Frankische Werkgemeenschap "De Spade", een Limburgs-Brabantse onderafdeling van de Volksche Werkgemeenschap. Het regionale maandblad had een oplage van 600 exemplaren en verscheen maar tien maanden, tussen oktober 1943 en augustus 1944.